# Lijst van voetbalinterlands Anguilla - Kaaimaneilanden
Deze lijst van voetbalinterlands is een overzicht van alle officiële voetbalwedstrijden tussen de nationale teams van Anguilla en de Kaaimaneilanden. De landen speelden tot op heden een keer tegen elkaar. Dat was een kwalificatiewedstrijd voor de Caribbean Cup 2010 op 4 oktober 2010 in Bayamón (Puerto Rico).

## Wedstrijden
| № | Plaats  | Datum          | Competitie                      | Wedstrijd              | Uitslag |
| - | ------- | -------------- | ------------------------------- | ---------------------- | ------- |
| 1 | Bayamón | 4 oktober 2010 | Caribbean Cup 2010 kwalificatie | Kaaimaneil. − Anguilla | 4 − 1   |

## Samenvatting
| Competitie                 | Totaal gespeeld | Winst Anguilla | Gelijk | Winst Kaaimaneil. | Doelsaldo Anguilla – Kaaimaneil. |
| -------------------------- | --------------- | -------------- | ------ | ----------------- | -------------------------------- |
| Caribbean Cup-kwalificatie | 1               | 0              | 0      | 1                 | 1 − 4                            |
| Totaal                     | 1               | 0              | 0      | 1                 | 1 − 4                            |

Wedstrijden bepaald door strafschoppen worden, in lijn met de FIFA, als een gelijkspel gerekend.